# Opel 16/18PS e 14/20PS
La 16/18 PS e la 14/20 PS erano due autovetture di fascia alta prodotta dalla Casa automobilistica tedesca Opel dal 1904 al 1908.

## Profilo e storia
Il 1904 è stato l'anno in cui la Opel esordì nella fascia delle vetture di fascia alta, intesa non come fascia di lusso, ma come quella che occupa lo spazio compreso tra le vetture di lusso e quelle di fascia medio-alta. Tale esordio avvenne con il lancio di ben quattro modelli: due facevano parte della base della fascia alta della gamma Opel, ed erano i due modelli facenti parte della famiglia 14PS, con motori da 2.1 e 2.3 litri. Gli altri due modelli tendevano invece maggiormente ad avvicinarsi alla fascia di lusso.

### La 16/18 PS

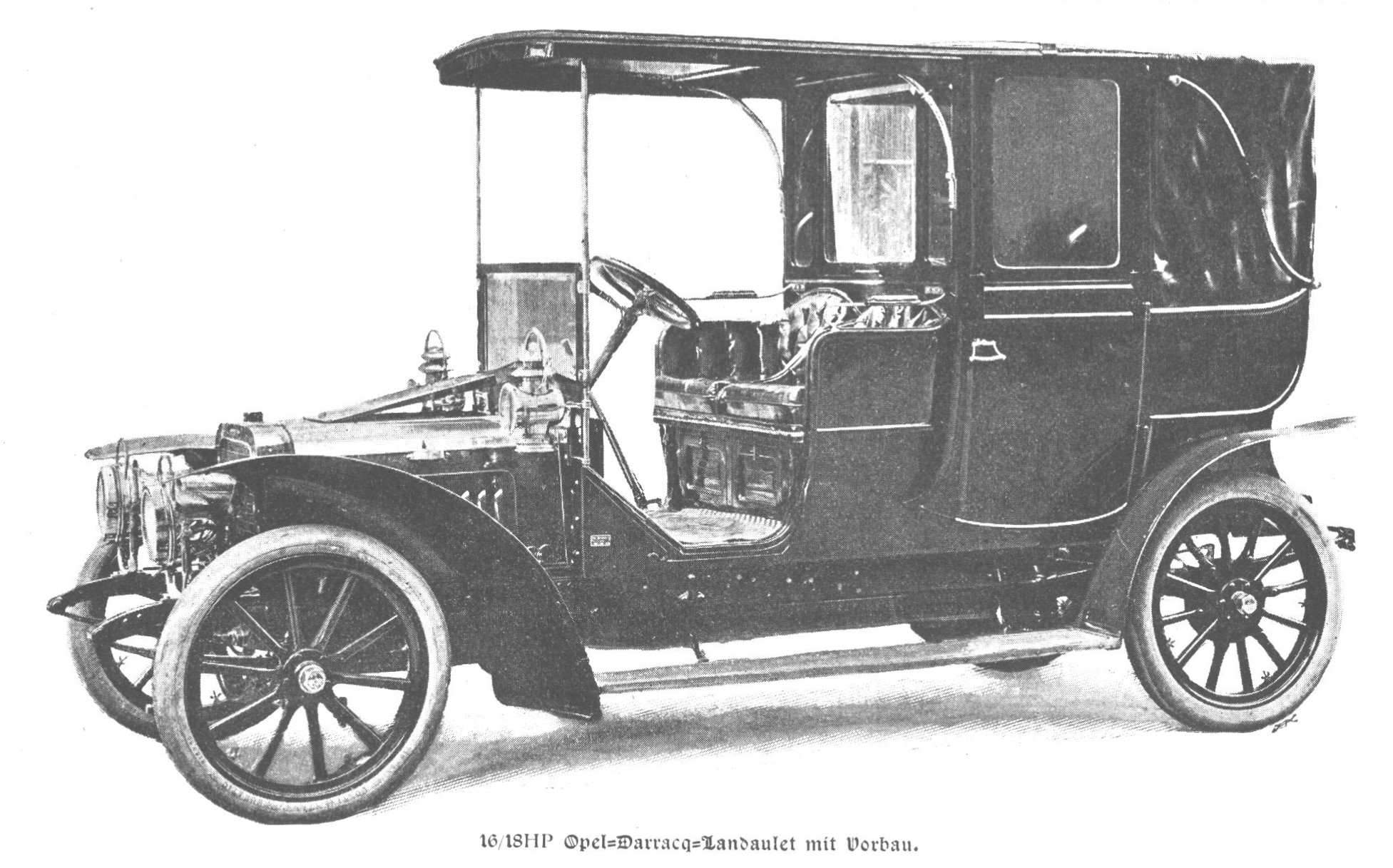
Opel 16/18 PS Landaulet

Il primo di questi due modelli a essere lanciato fu la 16/18 PS, una vettura tecnicamente imparentata sia con i due modelli della famiglia 14PS, sia con le 12PS di fascia medio-alta. Identico era infatti il telaio su cui nascevano, la stessa struttura da 2.15 m di passo, chiuso da lamiere metalliche nella zona inferiore, che andavano a costituire un pianale, su cui venivano fissate le sospensioni, che proponevano soluzioni di tipo tradizionale, come gli assali rigidi e le molle a balestra semiellittiche sia all'avantreno che al retrotreno.

Il motore, invece, derivava da quello delle più lussuose 20/22 PS, lanciate un anno prima: da esso riprendeva infatti la singolare disposizione dei suoi 4 cilindri, che non erano in linea o a V, bensì sistemati una coppia di cilindri dietro l'altra. Tale motore aveva una cilindrata di 3054 cm³ e montava alcune soluzioni che all'epoca erano considerate vere raffinatezze, come la lubrificazione a pompa, azionata dal motore, e la distribuzione a un albero a camme. Dotato di raffreddamento ad acqua, la sua potenza massima era di 18 CV a 1200 giri/min.

La trasmissione utilizzava un albero cardanico e una frizione a cono in pelle. Il cambio era a tre marce.

La 16/18 PS raggiungeva una velocità massima di 60 km/h. Fu prodotta fino al 1906: da lì fino al 1908, il suo posto sarebbe stato preso dalla 14/20 PS, lanciata già un anno prima.

### La 14/20 PS
La 14/20 PS fu introdotta nel 1905 per affiancare e in seguito sostituire la 16/18 PS. Era una vettura di fascia alta, ma era assai vicina, come motorizzazione e allestimento, alle vetture di lusso dell'epoca.

Come nel caso della 16/18 PS, anche in questo caso il motore derivava da quello della 20/22 PS e ne ereditava anche la singolare architettura a cilindri accoppiati, una coppia dietro l'altra. La cilindrata, stavolta, era di 3402 cm³, mentre la potenza massima era di 20 CV a 1500 giri/min. La distribuzione era a valvole laterali, comandate sempre da un asse a camme.

Quasi identica a quella della 16/18 PS anche la trasmissione, che stavolta comprendeva però anche un cambio a 4 marce.

Il telaio era invece differente da quello su cui nasceva la 16/18 PS: era infatti un telaio senza chiusura inferiore tramite lamiere, e costituito unicamente da longheroni e traverse in acciaio. Anche il passo era notevolmente differente, e misurava ben 3.16 m, oltre un metro in più rispetto a quello della 16/18 PS. Le sospensioni mantenevano lo schema ad assale rigido e balestre semiellittiche.

All'inizio del 1908, la 14/20 PS ricevette un leggero aumento di potenza, passando a 22 CV e cambiando denominazione in 14/22 PS.

Alla fine dello stesso anno, fu tolta definitivamente di produzione: la 14/22 PS troverà una sua erede nella 13/30 PS, che arriverà, però, oltre tre anni dopo.